# Schossberger-kastély (Selyp)
A Schossberger-kastély Selypen található, népszerűbb, ismertebb nevén Tornyay-kastélyként jegyzik. A jelenlegi Lőrinci külterületén lévő Selypen építették, eredetileg Vörösmajor volt a neve, ma Veresmajorként is emlegetik.